# Los Conde
Los Conde är en ort i Mexiko.   Den ligger i kommunen San Felipe Tejalápam och delstaten Oaxaca, i den sydöstra delen av landet, 400 km sydost om huvudstaden Mexico City. Los Conde ligger 1 716 meter över havet och antalet invånare är 138.
Terrängen runt Los Conde är varierad. Runt Los Conde är det ganska tätbefolkat, med 230 invånare per kvadratkilometer. Närmaste större samhälle är Oaxaca de Juárez, 16,5 km öster om Los Conde. Trakten runt Los Conde består i huvudsak av gräsmarker.